# Oconto Falls (condado de Oconto, Wisconsin)
Oconto Falls es un pueblo ubicado en el condado de Oconto en el estado estadounidense de Wisconsin. En el Censo de 2010 tenía una población de 1.265 habitantes y una densidad poblacional de 14,95 personas por km².

## Geografía
Oconto Falls se encuentra ubicado en las coordenadas 44°54′1″N 88°11′31″O / 44.90028, -88.19194. Según la Oficina del Censo de los Estados Unidos, Oconto Falls tiene una superficie total de 84.62 km², de la cual 83.32 km² corresponden a tierra firme y (1.54%) 1.3 km² es agua.

## Demografía
Según el censo de 2010, había 1.265 personas residiendo en Oconto Falls. La densidad de población era de 14,95 hab./km². De los 1.265 habitantes, Oconto Falls estaba compuesto por el 97.31% blancos, el 0.55% eran afroamericanos, el 0.24% eran amerindios, el 0.32% eran asiáticos, el 0% eran isleños del Pacífico, el 0.87% eran de otras razas y el 0.71% pertenecían a dos o más razas. Del total de la población el 1.9% eran hispanos o latinos de cualquier raza.